# Paradrina lignea
Paradrina lignea là một loài bướm đêm trong họ Noctuidae.